# 1060年代
1060年代（せんろくじゅうねんだい）は、西暦（ユリウス暦）1060年から1069年までの10年間を指す十年紀。

## できごと

### 1062年
- 源頼義が安倍貞任・安倍宗任の兄弟を破り前九年の役が終わる。

### 1066年
- ノルマンディー公ギヨームがイングランドを制圧し、ウィリアム1世として即位（ノルマン・コンクエスト）。
- ハレー彗星接近。

### 1068年
- 後冷泉天皇崩御。第71代後三条天皇即位。

### 1069年
- 中国の北宋王朝で王安石の改革が始まる。